# Точилов, Владимир Антонович
Точилов Владимир Антонович (10 июля 1948 — 20 января 2023) — российский врач-психиатр, психофармаколог, доктор медицинских наук, профессор, заведовал кафедрой психиатрии и наркологии Санкт—Петербургской Государственной Медицинской Академии им. И. И. Мечникова. Окончил в 1972 году Первый Ленинградский медицинский институт, затем интернатуру по психиатрии. Работал аспирантом Психоневрологического института им. В.М. Бехтерева, заведовал одним из отделений психиатрической больницы им. И.И. Скворцова-Степанова.
Тема кандидатской диссертации — «Применение малых транквилизаторов для исследования и лечения эндогенных депрессий». Докторская диссертация явилась её логическим продолжением — «Аффективные психозы, клиника, синдромообразование, терапия». Ученик Ю. Л. Нуллера. Всферу научных интересов профессора Точилова входили аффективная патология, её лечение, клиническая психофармакология, органические психические расстройства, синдром деперсонализации — дереализации, а также биоэтика, организация психиатрической службы, история психиатрии.